# Bistum Marquette

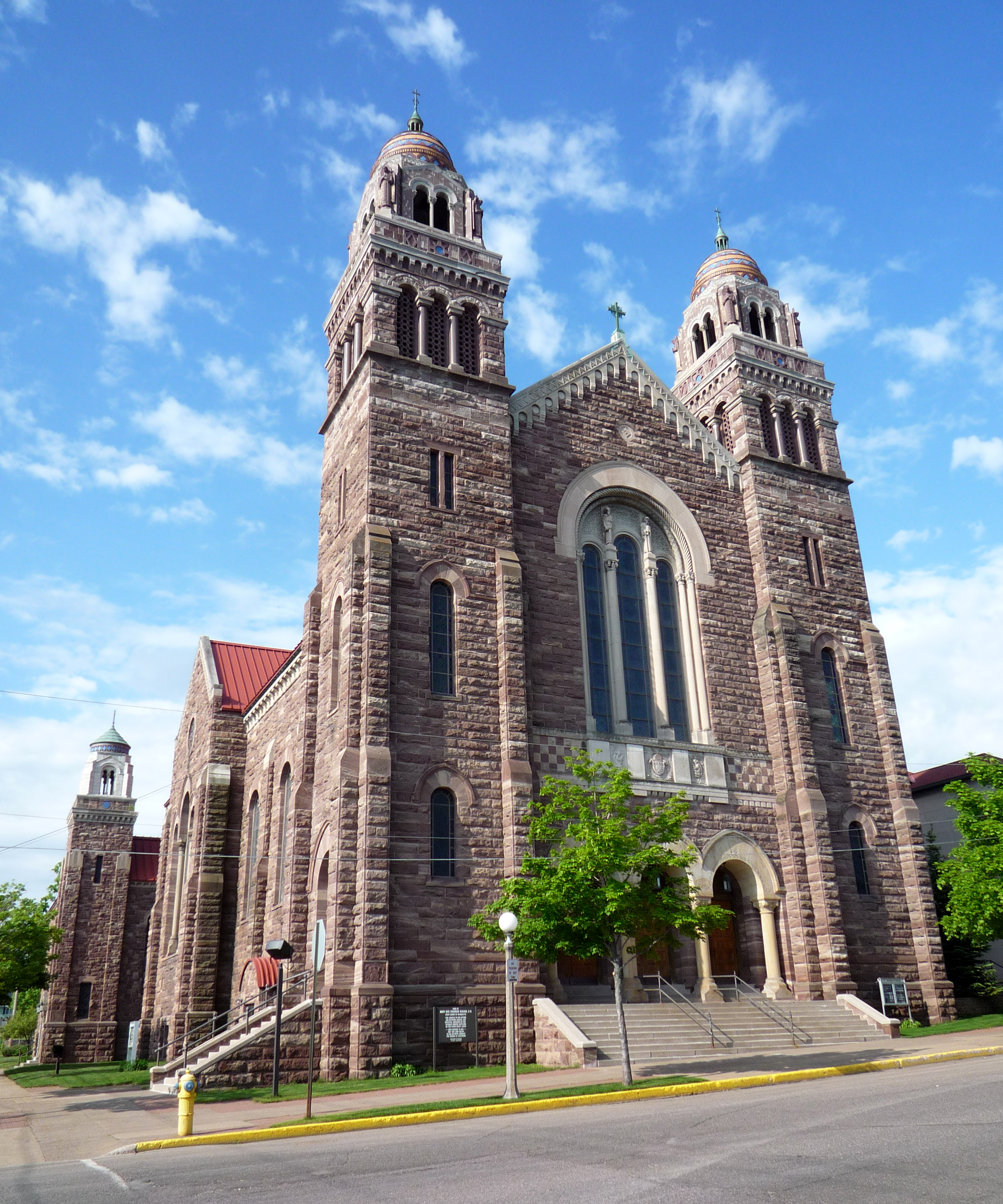
St. Peter Cathedral

Das Bistum Marquette (lat.: Dioecesis Marquettensis) ist eine in Michigan in den Vereinigten Staaten gelegene römisch-katholische Diözese mit Sitz in Marquette. 

## Geschichte
Papst Pius IX. gründete das Apostolische Vikariat Obermichigan am 29. Juli 1853 aus Gebietsabtretungen des Bistums Detroit. 
Am 9. Januar 1857 wurde es zum Bistum Sault Sainte Marie erhoben, das dem Erzbistum Cincinnati als Suffragandiözese unterstellt wurde. Den Namen Bistum Sault Sainte Marie-Marquette nahm es am 23. Oktober 1865 an.
Am 12. Januar 1875 wurde es Teil der Kirchenprovinz des Erzbistums Milwaukee. Am 3. Januar 1937 nahm es seinen heutigen Namen an. Am 22. Mai desselben Jahres wurde es Teil der Kirchenprovinz des Erzbistums Detroit.

## Territorium
Das Bistum Marquette umfasst die Obere Halbinsel, also die Countys Alger, Baraga, Chippewa, Delta, Dickinson, Gogebic, Houghton, Iron, Keweenaw, Luce, Mackinac, Marquette, Menominee, Ontonagon und Schoolcraft des Bundesstaates Michigan.

## Ordinarien

### Apostolischer Vikar von Obermichigan
- Ireneus Frederic Baraga (1853–1857)

### Bischof von Sault Sainte Marie
- Frederic Baraga (9. Januar 1857 – 23. Oktober 1865)

### Bischöfe von Sault Sainte Marie-Marquette
- Ireneus Frederic Baraga (23. Oktober 1865 – 19. Januar 1868)
- Ignatius Mrak (25. September 1868 – 28. April 1879)
- John Vertin (16. Mai 1879 – 26. Februar 1899)
- Friedrich Eis (7. Juni 1899 – 8. Juli 1922)
- Paul Joseph Nussbaum CP (14. November 1922 – 24. Juni 1935)
- Joseph Casimir Plagens (16. November 1935 – 3. Januar 1937)

### Bischöfe von Marquette
- Joseph Casimir Plagens (1937–1940)
- Franz Joseph Magner (1940–1947)
- Thomas Lawrence Noa (1947–1968)
- Charles Salatka (1968–1977)
- Mark Francis Schmitt (1978–1992)
- James Henry Garland (1992–2005)
- Alexander King Sample (2005–2013)
- John Doerfler (seit 2013)